# Eremnus
Eremnus är ett släkte av skalbaggar. Eremnus ingår i familjen vivlar.

## Dottertaxa tillEremnus, i alfabetisk ordning[1]
- Eremnus aciculaticollis
- Eremnus acuminatus
- Eremnus adspersus
- Eremnus aequalis
- Eremnus albovarius
- Eremnus alternans
- Eremnus arrogans
- Eremnus atratus
- Eremnus auropunctatus
- Eremnus bidentulus
- Eremnus brunneus
- Eremnus canaliculatus
- Eremnus cerealis
- Eremnus cribripennis
- Eremnus cristicollis
- Eremnus dentipennis
- Eremnus denudatus
- Eremnus descarpentriesi
- Eremnus elongatus
- Eremnus exaratus
- Eremnus frugalis
- Eremnus fulleri
- Eremnus glaucus
- Eremnus globipennis
- Eremnus gracilicornis
- Eremnus granulicollis
- Eremnus gyrosicollis
- Eremnus gyrosifrons
- Eremnus honestus
- Eremnus horticola
- Eremnus hovanus
- Eremnus humeralis
- Eremnus humilis
- Eremnus inermis
- Eremnus laticeps
- Eremnus lineatus
- Eremnus longicornis
- Eremnus maculosus
- Eremnus memnonius
- Eremnus metallicus
- Eremnus minutus
- Eremnus murinus
- Eremnus nigripes
- Eremnus obtusus
- Eremnus occatus
- Eremnus opinabilis
- Eremnus ovatus
- Eremnus parcus
- Eremnus passerinus
- Eremnus pilifer
- Eremnus piliferus
- Eremnus pilosus
- Eremnus plicicollis
- Eremnus rufitarsis
- Eremnus rusticanus
- Eremnus scabrosus
- Eremnus segnis
- Eremnus semisuturalis
- Eremnus seriesetosus
- Eremnus setifer
- Eremnus setipennis
- Eremnus setulosus
- Eremnus sparsus
- Eremnus splendidus
- Eremnus squamulatus
- Eremnus striatopunctatus
- Eremnus strigifrons
- Eremnus subfissuratus
- Eremnus suturalis
- Eremnus terrenus
- Eremnus tetricus
- Eremnus triangularis
- Eremnus tuberculatus
- Eremnus variabilis
- Eremnus viridanus